# Bến Tre (Provinz)
Bến Tre ist eine Provinz (tỉnh) in Vietnam. Sie liegt im Süden des Landes in der Region Mekongdelta.

## Bezirke
Bến Tre gliedert sich in die gleichnamige Provinzstadt (thành phố trực thuộc tỉnh) Bến Tre sowie in acht Landkreise (huyện):
- Ba Tri
- Bình Đại
- Châu Thành
- Chợ Lách
- Giồng Trôm
- Mỏ Cày Bắc und Mỏ Cày Nam (2009 durch Aufteilung des Landkreises Mỏ Cày entstanden)
- Thạnh Phú

## Kultur
Bến Tre wird aufgrund seiner zahlreichen Kokospalmen als „Kokosnussmetropole“ bezeichnet. Außerdem ist Bến Tre auch für Kẹo dừa (deutsch „Kokosnuss-Bonbon“) bekannt.